# Сунь Чжэнцай
Сунь Чжэнцай (род. 25 сентября 1963 года, Вэньдэн, пров. Шаньдун) — китайский политик, бывший член Политбюро ЦК КПК (с 2012 года), глава Чунцинского горкома КПК (2012—2017). Ранее глава парткома КПК пров. Ляонин (2009—2012) и министр сельского хозяйства КНР (2006—2009). В 2018 году приговорён за взятки к пожизненному заключению. Считался одним из двух основных кандидатов в лидеры шестого поколения руководителей КНР.
Член КПК с июля 1988 года, член ЦК КПК 17 созыва. Член Политбюро ЦК КПК 18 созыва.

## Биография
Родился в бедной крестьянской семье.
Окончив Сельскохозяйственный институт в Пекине, защитил там диссертацию, занимался селекцией различных сортов зерна, год стажировался в Великобритании.
В 2006—2009 гг. министр сельского хозяйства КНР.
В 2009—2012 гг. глава парткома провинции Цзилинь (Северо-Восточный Китай).
С 20 ноября 2012 года глава Чунцинского горкома КПК.
Гонконгская «Ming Pao» сообщала, что он поддерживает взгляды экс-премьера Госсовета КНР Вэнь Цзябао и стал его «политическим наследником» в Политбюро 18 созыва. В гонконгской печати высказывались предположения, что Сунь Чжэнцай может уже на следующем съезде КПК в 2017 году войти в состав Посткома Политбюро ЦК КПК. Вместе с Ху Чуньхуа его также рассматривали как возможного преемника Си Цзиньпина на посту генсека КПК в 2022 году. Д-р ист. наук Александр Ломанов отмечал, что Сунь Чжэнцая считают протеже премьера Вэнь Цзябао, и что в будущем он может претендовать на роль премьера, тогда как Ху Чуньхуа — на роль генсека, ставленника Ху Цзиньтао.
14 июля 2017 года был снят со своей должности в Чунцине, в отношении него было начато расследование. 29 сентября этого же года было опубликовано решение о его исключении из рядов КПК за «серьёзные нарушения дисциплины». Оно было утверждено на 7 пленуме ЦК КПК в октябре 2017 года. 8 мая 2018 года суд города Тяньцзинь вынес Сунь Чжэнцаю приговор — пожизненное заключение за взятки. Судом была названа сумма полученных подсудимым взяток — 170 млн юаней (порядка $26,7 млн). Также суд постановил конфисковать имущество подсудимого.